# Sybra chaffanjoni
Sybra chaffanjoni là một loài bọ cánh cứng trong họ Cerambycidae.